# Rangers de Kitchener
Pour les articles homonymes, voir Ranger.
Les Rangers de Kitchener sont une équipe de hockey sur glace de la Ligue de hockey de l'Ontario.

## Histoire
Ce club a révélé de grands joueurs de hockey comme Scott Stevens,Al MacInnis,Bill Barber,Gilbert Dionne, Paul Coffey et Larry Robinson.